# Borgio Verezzi
Borgio Verezzi (im Ligurischen: Bórzi – Verésso) ist eine italienische Gemeinde mit 2098 Einwohnern (Stand 31. Dezember 2023) in der Provinz Savona in Ligurien.
Die Fraktion Verezzi ist Mitglied der Vereinigung I borghi più belli d’Italia (Die schönsten Orte Italiens). 

## Geographie

Strandhotel in Borgio Verezzi

Borgio Verezzi liegt an der Riviera di Ponente im Bereich der Palmenriviera und gehört zu der Comunità Montana Pollupice. Die Gemeinde liegt 28 Kilometer südwestlich der Provinzhauptstadt Savona und etwa 70 km südwestlich von Genua. Nach Norden hin, nur wenige Kilometer landeinwärts, erreichen die Berge bereits Höhen von über 1000 Metern.
Borgio Verezzi befindet sich in einer seismisch wenig aktiven Zone.
Nach der italienischen Klassifizierung bezüglich seismischer Aktivität wurde die Gemeinde der Zone 3 zugeordnet.

## Klima
Das Klima ist maritim gemäßigt. Die Gemeinde wird unter Klimakategorie C klassifiziert. Die Gradtagzahl hat einen Wert von 1360, das heißt, die in Italien gesetzlich geregelte Heizperiode liegt zwischen dem 15. November und dem 31. März für jeweils zehn Stunden pro Tag.